# Gurutz Jáuregui
Gurutz Jáuregui Bereziartu (Villarreal de Urrechua, Guipúzcoa, 1946) es un jurista y catedrático de Derecho constitucional español.
Fue vicerrector de la Universidad del País Vasco y decano de la Facultad de Derecho.

## Biografía
Gurutz Jauregi nació en Villarreal de Urrechua (Guipúzcoa) en 1946. Es Catedrático de Derecho Constitucional de la Universidad del País Vasco. Ha sido Vicerrector de la Universidad del País Vasco, Decano de la Facultad de Derecho y Director del Departamento de Derecho Constitucional y Administrativo.
Gurutz Jauregi ha recibido el Premio Eusko Ikaskuntza-Caja Laboral de Humanidades y Ciencias Sociales en 2003 al mejor Currículo del País Vasco en Ciencias Sociales y Humanidades, el Premio Euskadi de Investigación en Ciencias Humanas y Sociales en 2004, otorgado por el Gobierno Vasco al mejor Currículo del País Vasco en Ciencias Sociales y Humanidades, el Premio “Ana Frank” en 1995, a la defensa de los Derechos Humanos y la Cultura de la Paz y el Premio "El Correo" de Periodismo en 1998.
También ha sido finalista del Premio Anagrama de Ensayo en 1994, del Premio Nacional de Ensayo del Ministerio de Cultura en 1995 y 1997 y del Premio Internacional de Ensayo Jovellanos en 2000.
Jauregi también es miembro de número de Jakiunde, la Academia de las Ciencias, las Artes y las Letras del País Vasco; y suele participar con el periódico El País y otros medios escribiendo artículos de opinión.

## Publicaciones
Entre las publicaciones de Gurutz Jauregi están:
- Ideología y Estrategia Política de ETA[8]
- Contra el Estado-Nación (Decline of the Nation-State)
- Las comunidades autónomas y las relaciones internacionales[9]
- La democracia en la encrucijada
- Entre la tragedia y la esperanza. Vasconia ante el nuevo milenio.
- Los nacionalismos minoritarios y la Unión Europea. ¿Utopía o Ucronía?
- La democracia planetaria
- La democracia en el siglo XXI
- Hacia la regeneración democrática